# SU-100
SU-100 구축전차는 소련에서 개발된 구축전차이다. SU-100은 SU-85M의 차체를 사용한 구축전차로, 1944년 9월부터 1945년 6월까지 2,496대가 생산되었다.

## 기원
독소전쟁 초기 소련군이 개발한 SU-85는 소련군 대전차화력의 한 축으로써 충분한 역할을 다했다. 하지만 비슷한 시기 배치되고 있던 독일군의 판터와 티거 같은 신형전차들의 장갑을 관통하지 못하는 화력부족 문제가 대두되었다. 1944년 중반부, 소련군은 동급의 85mm포를 장착한 T-34/85을 배치하기 시작해 평균적인 대전차 화력을 증가시키기 시작하며, 기존의 SU-85의 화력을 보강한 새로운 자주포의 필요성을 느낀다.
일단, 85mm급 전차포의 성능을 뛰어넘으면서도 적절한 화력지원을 위해 여러 가지 주포가 거론되었으나 장전시간의 문제나 주포 크기의 문제때문에 최종적으로 100mm D-10 포가 채택되었으며, 전면장갑도 75mm로 늘리며, 큐폴라를 설치하고, 환풍기 구조에 손을 대는 간단한 개조만으로도 쓸만한 프로토타입이 완성되었으며, 따라서 개발속도가 빨라서 이미 1944년 3월에 시작품이 나오고, 9월에 대량생산이 시작될 정도로 빠른 개발속도를 유지했다.
다만, SU-85에서 이어받은 단점인 기관총이 없다는 점, 그리고 100mm 전차포가 철갑탄만 먼저 개발되는 바람에 고폭탄이 마련되기까지 약간 시간이 걸렸다는 이유로 인해 보병공격에 대응하기 힘들다는 문제점이 지적된 적 있다. 하지만, 소련군은 이런 경우에 쓸 수 있는 호위보병의 숫자와 76mm, 122mm, 152mm등 고폭탄을 보유한 구축전차와 중전차가 많으므로 이는 큰 문제가 되지는 않는다고 판단했으며, 나중에는 100mm 전차포용 고폭탄도 대량으로 생산하면서 문제점을 어느정도 보완하기도 했다.

## 실전
일단 생산된 SU-100은 빠른 속도로 실전에 투입되었는데, 그 이유는 대전차용으로 개발한 85mm도 막상 실전에 투입해보니 독일 전차 상대로는 위력이 모자랐다. 또한 당시에 존재하던 대부분의 독일군 전차를 1~2발 이내에 최소 전투불능에서 완전파괴가능한 122mm이나 152mm은 야포 기반인지라 본래 목적인 대보병용에서 대전차용으로 쓰기 위해 문제점들을 개선하는데 걸리는 시간이 길었다는 점과 개량이후에도 명중률과 같은 면에서 대전차용으로 개발된 포에 비해 문제점이 잔존해 있었다. 이러한 이유로 소련군은 대전차 역할을 착실하게 맡아줄 장갑차량이 필요했다. 그렇기에 소련군 입장에서는 본격적으로 자신들이 만든 구축전차를 실전에 늦게 투입할 이유가 없었고, 차량의 신뢰성은 이미 SU-85를 운용하면서 충분한 테스트를 거쳤으므로 SU-100을 실전에 빠른 속도로 투입했다.

100mm 전차포를 장착한 후속전차의 개발이 지연된 것도 SU-100의 배치에 영향을 끼쳤다. 100mm 전차포를 선회포탑에 장착하는 과정에서 난관이 발생했다. T-34/85의 포탑은 100mm를 달기에는 너무 협소해서 해당 전차포를 달면 운용이 힘들 지경이라 신형포탑을 개발해야 한다는 결론을 도출하였다. 그리고 신형포탑을 달아놓은 프로토타입인 T-34/100에서는 T-34차체는 100mm포의 안정성을 해친다는 문제점을 발견하게 되었다. 결국 이 계획은 T-44를 거쳐 T-54에서 완성되게 된다. 따라서 SU-100은 SU-85가 겪은 비극을 반복하지 않았으며, 대전기동안 100mm 전차포의 생산량 전체를 독점할 수 있어서 ISU-152처럼 생산지체현상도 상대적으로 덜 겪었었다. 제2차 세계대전이 끝나기 직전에 탄생한 처지지만 전선에 빠른 속도로 투입되어서 독일군과 일본군을 전부 상대하였으며, 대전후에도 1957년까지 소련군에서 지속적으로 사용했으며, 바르샤바 조약 기구 국가들과 이집트, 쿠바 등에 공여되었다.

## 같이 보기
- 소련의 전차 목록
- T-34
- SU-85